# 양지역 (금호)
양지역(陽地驛)은 조선민주주의인민공화국 함경남도 금호군에 위치한 평라선의 철도역이다.

## 연혁
- 일자 불명: 영업 개시

## 같이 보기
- 조선민주주의인민공화국의 철도